# 平静狼蛛
平静狼蛛（学名：Lycosa indistincte-picta）为狼蛛科狼蛛属的动物。在中国大陆，分布于汕头等地。